# اج‌کم
اج‌کم (به انگلیسی: EdgeCAM) نرم‌افزار ساخت به کمک رایانه اولین و معروف‌ترین نرم‌افزار ساخت و تولید به وسیله رایانه می‌باشد و در این زمینه پیش قدم و بالاترین نرم‌افزار کاربردی در زمینه CAM می‌باشد. این نرم‌افزار ساخت شرکت Pathtrace Technology می‌باشد. 
شرکت Pathtrace Technology در سال ۲۰۱۱ توسط شرکت Vero Software خریداری شد.
توانایی‌های سیستم CAM به معنای طراحی و ساخت به وسیله کامپیوتر در این برنامه به اوج زیبایی و پیشرفت خود رسیده‌است. از جمله توانایی‌های قدرتمند و بسیار عالی این نرم‌افزار انجام فرزکاری با دستگاه فرز، (milling)، خراطی و تراشکاری با دستگاه تراش معمولی و یونیورسال تراشکاری، (turning)، کنترل ساپورت و دور دوران ماشین، Mile , turn Mile براده برداری و براده برداری دورانی، سوراخ کاری و خلاصه تمام اعمال تراشکاری قطعات و فلز. این برنامه یک نرم‌افزار بی‌رقیب در صنعت ماشینکاری است. این نرم‌افزار یک مجموعه از برنامه و ابزار منظم و متوالی در تولید و محبوب‌ترین آن در سطح دنیا می‌باشد. این نرم‌افزار چنان سریع رشد یافته که اکنون دست ابزار عمده مهندسین از کارگاه‌های کوچک ماشین کاری تا شرکت‌های چند ملیتی تولید خودرو و هوافضا و عمده نرم‌افزار مهندسین مکانیک در طراحی و استخراج برنامه‌های کدینگ تراشکاری جهت کاربرد در دستگاه‌های سی‌ان‌سی و دیگر ابزار CAM است. این نرم‌افزار توانایی مدل نمودن، آزمایش و سنجیدن تولید، تغییرات و به روزرسانی سریع در تولید هر قطعه‌ای را دارد. همچنین می‌توانید پارامترهای دستگاه را با این نرم‌افزار سریع تغییر دهید به عنوان مثال برش در راستای X را بنا به تولید به راستای Y تغییر و برنامه ماشین کاری را نو نمایید. تعیین نقطه صفر و زوایای ماشین تراش را به سهولت تغییر و جابجا نمایید.
ابزارهای طراحی CAD نیز در آن توسعه یافته وطرح‌های رسم شده در آن هیچ نقص و تفاوتی با دیگر نرم‌افزارهای طراحی دیگر ندارد. با این نرم‌افزار شما هیچ وقت نیاز به دیگر نرم‌افزارها نخواهید داشت زیرا همه ابزارها، طراحی دو بعدی و سه بعدی، مدل نمودن و شبیه‌سازی و در پایان استخراج کد ایزو ISO و جی کد (G-Code) و کدهای باینری دستگاه تراش به صورت ترکیبی با هم در این نرم‌افزار موجود است. این نرم‌افزار دارای تمامی استانداردها و خصوصیات فلزات (سختی و سرعت سوراخ کاری) بوده و قادر به شبیه‌سازی محیط و عملیات ماشینکاری است.